# 台西大戟
台西大戟（学名：Chamaesyce taihsiensis）为大戟科地锦草属下的一个种。

## 扩展阅读
- 維基物種上的相關：台西大戟